# Tennis South Invitational 1973 - Doppio
Il doppio del torneo di tennis Tennis South Invitational 1973, facente parte della categoria Grand Prix, ha avuto come vincitori Zan Guerry e Frew McMillan che hanno battuto in finale Jaime Pinto-Bravo e Tito Vázquez con il punteggio di 6–2, 6–4.

## Teste di serie
1. Clark Graebner /  Charles Owens (semifinali)

1. Zan Guerry /  Frew McMillan (Campioni)

## Tabellone

### Legenda
| - Q = Qualificato - WC = Wild card - LL = Lucky loser | - ALT = Alternate - SE = Special Exempt - PR = Protected Ranking | - w/o = Walkover - r = Ritirato - d = Squalificato |

|  | Quarti di finale            | Quarti di finale             | Quarti di finale             | Quarti di finale | Quarti di finale |  |  | Semifinali                   | Semifinali                   | Semifinali                   | Semifinali               | Semifinali               |   |   | Finale                     | Finale                     | Finale                     | Finale | Finale |  |
|  |                             |                              |                              |                  |                  |  |  |                              |                              |                              |                          |                          |   |   |                            |                            |                            |        |        |  |
|  | 1                           | Clark Graebner Charles Owens | Clark Graebner Charles Owens | 6                | 6                |  |  |                              |                              |                              |                          |                          |   |   |                            |                            |                            |        |        |  |
|  |                             | William Brown Grover Razreid | William Brown Grover Razreid | 4                | 2                |  |  | Clark Graebner Charles Owens | Clark Graebner Charles Owens | Clark Graebner Charles Owens | 5                        | 3                        |   |   |                            |                            |                            |        |        |  |
|  | J Pinto-Bravo Tito Vázquez  | J Pinto-Bravo Tito Vázquez   | 6                            | 6                | 6                |  |  | J Pinto-Bravo Tito Vázquez   | J Pinto-Bravo Tito Vázquez   | J Pinto-Bravo Tito Vázquez   | 7                        | 6                        |   |   |                            |                            |                            |        |        |  |
|  | Steve Faulk John Paish      | Steve Faulk John Paish       | 7                            | 3                | 4                |  |  |                              |                              |                              |                          |                          |   |   | J Pinto-Bravo Tito Vázquez | J Pinto-Bravo Tito Vázquez | J Pinto-Bravo Tito Vázquez | 2      | 4      |  |
|  | Eddie Dibbs Frank Froehling | Eddie Dibbs Frank Froehling  | 1                            | 6                | 6                |  |  |                              |                              | Zan Guerry Frew McMillan     | Zan Guerry Frew McMillan | Zan Guerry Frew McMillan | 6 | 6 |                            |                            |                            |        |        |  |
|  | Dick Dell Sherwood Stewart  | Dick Dell Sherwood Stewart   | 6                            | 3                | 2                |  |  | Eddie Dibbs Frank Froehling  | Eddie Dibbs Frank Froehling  | 7                            | 4                        | 2R                       |   |   |                            |                            |                            |        |        |  |
|  | 2                           | Zan Guerry Frew McMillan     | 6                            | 6                | 6                |  |  | Zan Guerry Frew McMillan     | Zan Guerry Frew McMillan     | 5                            | 6                        | 4                        |   |   |                            |                            |                            |        |        |  |
|  |                             | sconosciuto Lawrence Hall    | 4                            | 7                | 1                |  |  |                              |                              |                              |                          |                          |   |   |                            |                            |                            |        |        |  |